# Эрнандес, Марко
Марко Антонио Эрнандес (исп. Marco Antonio Hernández, 6 сентября 1992, Сантьяго-де-лос-Трейнта-Кабальерос) — доминиканский бейсболист, выступающий за команду МЛБ «Бостон Ред Сокс» на позиции шортстопа.

## Карьера
Эрнандес подписал контракт с «Чикаго Кабс» в 2009 году в статусе незадрафтованного свободного агента. С 2010 по 2014 год выступал в системе «Кабс». В 2014 году выступал за «Дайтона Кабс», входил в сборную всех звёзд Лиги штата Флорида.
В августе 2014 года права на игрока перешли к «Бостон Ред Сокс» в рамках сделки по переходу Феликса Дубронта. Сезон 2015 года Эрнандес начал в составе «Портленд Си Догс» в лиге AA. Стал одним из пяти игроков «Си Догс», выбранных для участия в матче звёзд Восточной лиги. Был признан MVP Матча всех звёзд, выбив сингл и двухочковый хоум-ран в двух выходах на биту. Во второй половине сезона Эрнандеса перевели в «Потакет Ред Сокс». В ноябре он был включён в расширенный состав «Бостона».
Весной 2016 года оставил хорошее впечатление о себе на предсезонных сборах команды и 16 апреля был вызван в основной состав. На следующий день дебютировал в МЛБ.